# Alicia Palmer
Alicia Palmer (Madrid, 1959) es una historietista y crítica de cómic española. Sus obras tratan temas como el feminismo, el sufragio femenino y la prostitución.

## Carrera
Alicia Palmer incursionó en la industria del cómic en 2014 cuando publicó su primera obra, Esclavas, un cómic acerca de la dura realidad de la prostitución. Cuando se propuso escribir esta obra se encontraba trabajando como voluntaria en intervención con personas en situación de prostitución en la organización Médicos del Mundo en Madrid, lo que le llevó a conocer de primera mano estas historias y querer darlas a conocer, destacando la figura del putero.
En 2021 publicó la novela gráfica Una mujer, un voto, en colaboración con la dibujante Montse Mazorriaga.
Alicia ha hecho también uso del cómic histórico para reivindicar las figuras de mujeres relevantes en la historia, como es el caso de Emilia Pardo Bazán.

## Obras
- Esclavas (2014) descarga pdf
- Hombres Feministas. Algunos referentes (2017) descarga pdf
- Hombres Feministas. El viaje (2019) descarga pdf
- Una mujer, un voto (2021)
- Biografías en viñetas: Emilia Pardo Bazán (2021)
- Amelia, historia de una lucha (2021)
- Historias de brujas (2022, antología)
- Mil Brujas (2022, antología)
- PAZ | МИР (2022, antología)
- Historia de España en viñetas: Carga Vital (2024)
- Inventario de historias no inventadas (2024, antología)
- Cuéntanos otro cuento (2025)